# Clematis aristata
Clematis aristata es una especie de arbusto de la familia de las ranunculáceas. Es originaria del este de Australia. 

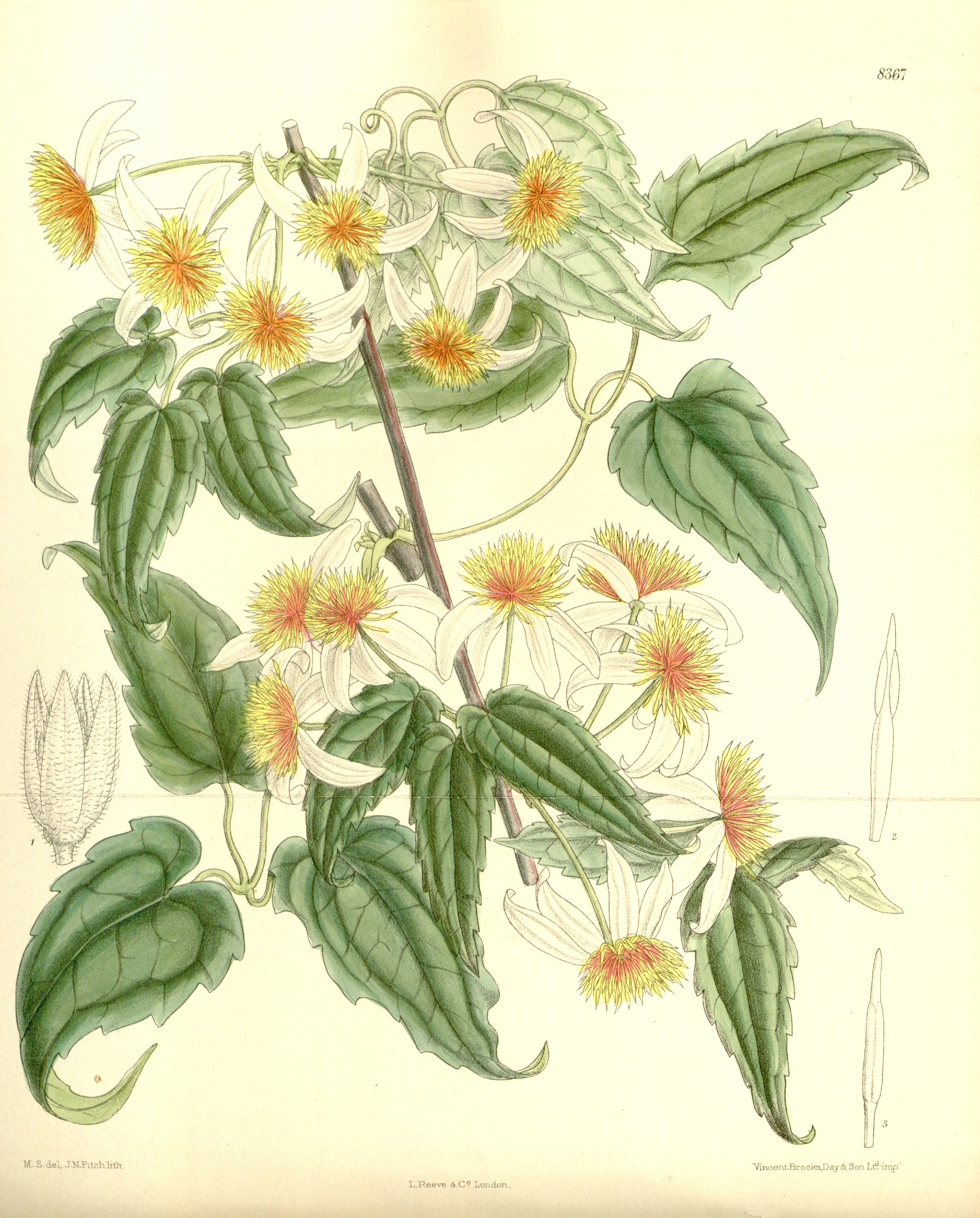
Ilustración

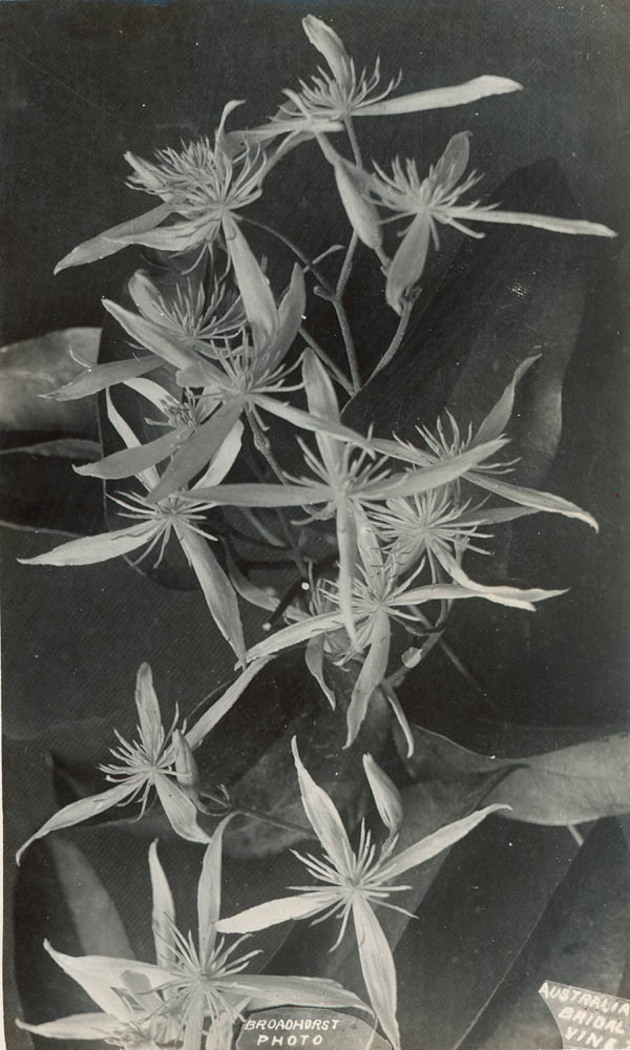
Vista de la planta

## Descripción
Cuenta con atractivas flores en forma de estrella con cuatro estrechos tépalos de color blanco puro o de color crema que alcanza un tamaño de hasta 70 mm de diámetro y que puede cubrir los arbustos con cascadas de flores en primavera y principios del verano.
Las semillas que producen plantas femeninas son esponjosas, típica característica de muchas especies de Clematis. Existen diferentes plantas masculinas y femeninas, las cuales son escaladoras. Las hojas son trifoliadas con foliolos maduros de hasta 75 mm de largo.

## Distribución
Se encuentra en el este de Australia en los bosques secos y húmedos de Queensland, Nueva Gales del Sur, Victoria y Tasmania. 

## Taxonomía
Clematis aristata fue descrita por R.Br. ex Ker Gawl. y publicado en Botanical Register 3: t. 238, en el año 1817.
Etimología
Clematis: nombre genérico que proviene del griego klɛmətis. (klématis) "planta que trepa".
aristata: epíteto latino que significa "con una larga cerda en la punta".
Variedades
Hay tres variedades conocidas:
- var. blanda - con pequeñas flores y hojas dos veces divididas que se encuentra desde Victoria a Tasmania
- var.dennisae - con los filamentos de color rojo en las flores, se encuentra en el este de Victoria.
- var.longiseta - con flores amarillentas peludas que se encuentran en Queensland.

Sinonimia
- Clematis blanda Hook.
- Clematis cognata Steud.
- Clematis coriacea DC.
- Clematis discolor Steud. & Lehm.
- Clematis elliptica Endl.
- Clematis gilbertiana Turcz.
- Clematis indivisa Steud.
- Clematis sanderi Watts[5]